# Stelio Ferolla
Stelio Ferolla (Ronchi dei Legionari, 1930 – Orte, 1976) è stato un medico e chirurgo italiano.

## Biografia
Dopo la laurea in Medicina e Chirurgia presso l’Università degli Studi di Padova, iniziò la sua attività clinica specializzandosi in Otorinolaringoiatria sotto la guida del prof. Michele Arslan, pioniere del trapianto di lembo (che fu alla base del concetto stesso di Chirurgia plastica) con una tesi sulle ustioni in Otorinolaringoiatria. Proprio il tema delle ustioni fu uno dei primi temi di approfondimento scientifico, collaborando intensamente con il professor Massimiliano Aloisi, allora direttore dell’Istituto di Patologia Generale dell’Università di Padova e accademico dei Lincei, con cui la collaborazione durerà anche negli anni successivi. In seguito all’esperienza maturata insieme ai suoi collaboratori verranno poste le basi per l’apertura del centro Ustioni di Verona, tuttora punto di riferimento nazionale.
Appena dopo la laurea in Medicina, svolse la ferma militare come ufficiale medico di Marina, dopo essersi classificato al 1º posto al corso dell'Accademia Navale di Livorno e avrà in quel ruolo l'onore di rientrare nel 1954 a Trieste come ufficiale medico a bordo della nave scuola Amerigo Vespucci che attraccherà al Molo Audace in occasione del ritorno di Trieste all'Italia.
Dopo Padova, Vicenza e Verona si sposterà prima a Ferrara dove inaugurerà come Direttore il Reparto di Chirurgia Plastica dell’Arcispedale Sant'Anna di Ferrara e infine a Roma dove sarà attivata presso l’Ospedale San Camillo nella sede distaccata presso la clinica San Raffaele di via della Pisana, una struttura interamente dedicata alla chirurgia plastica, operando in particolare nel campo della chirurgia plastica ricostruttiva maxillo-facciale, nella chirurgia della mano e nelle altre branche della chirurgia plastica.
Stelio Ferolla insieme ad altri 5 medici veneti è stato il fondatore dell’Anaao Assomed (Associazione Nazionale Aiuti ed Assistenti Ospedalieri) il primo e tuttora più rappresentativo sindacato medico italiano di cui diventerà il primo Segretario Nazionale operativo (dopo un breve periodo del co-fondatore Giorgio Pomerri). Sotto la sua guida e in stretta collaborazione con i ministri della Sanità Giacomo Mancini e Luigi Mariotti e con vari esperti e organizzatori sanitari, anche come membro del Consiglio superiore di sanità, come benemerito della sanità pubblica nel periodo 1967-69 (Insieme con esponenti di spicco come i professori Pietro Valdoni Vincenzo Monaldi e Duilio Casula) verrà disegnata la riforma degli enti ospedalieri, fino ad allora assimilati agli enti di beneficenza. La riforma, pervenuta a un primo accordo nel 1965 e concretizzata nella sua forma definitiva nel 1968 porterà alla regolamentazione di tutte le attività che disciplinano le procedure ospedaliere (dai turni di guardia alla reperibilità, dall’organizzazione ospedaliera dei reparti a tutte le altre specifiche dell’attività medico-infermieristica all’interno degli ospedali), fino ad allora basate su procedure e consuetudini non scritte. Verranno inoltre, per la prima volta, disciplinati i rapporti lavorativi con la retribuzione proporzionale tra primari, aiuti e assistenti ospedalieri, eliminando di fatto il precedente precariato con la cosiddetta “Legge Mariotti” (legge 12 febbraio 1968, n. 132) recante disposizioni in tema di enti ospedalieri e assistenza ospedaliera. A metà degli anni settanta lavorò, in stretto rapporto con il ministero della sanità e con tutte le parti politiche, alla formulazione dello schema del Sistema Sanitario Nazionale, basato sul concetto di visione universalistica del welfare, non riuscendo tuttavia a vederne il compimento nella legge di istituzione del Sistema Sanitario n. 833 del 1978, per la prematura scomparsa. In particolare dopo la sua scomparsa e in disaccordo con le sue posizioni e quelle dell’ANAAO il completamento della legge stessa, avvenuto in un anno drammatico per il paese come il 1978 (sequestro Moro, governo di unità nazionale, ecc.) porterà a un ingresso massiccio delle nomine politiche nelle figure dirigenziali in sanità, riducendo, come conseguenza, in maniera determinante il ruolo dei medici e dei tecnici nelle scelte strategiche di indirizzo degli ospedali. Circostanza che viene ritenuta da molti come all’origine delle problematiche che affliggono oggi la cosiddetta aziendalizzazione del sistema ospedaliero.